# Profilo di Einasto
Il profilo di Einasto (a volte indicato anche come modello di Einasto o legge di Einasto) è una funzione matematica che descrive come la densità, {\displaystyle \rho }, di un sistema stellare sferico vari con la distanza, {\displaystyle r}, dal centro di esso. La legge è stata presentata al pubblico per la prima volta dall'astrofisico estone Jaan Einasto nel 1963, in occasione di una conferenza tenuta ad Alma-Ata, in Kazakistan.

## Definizione

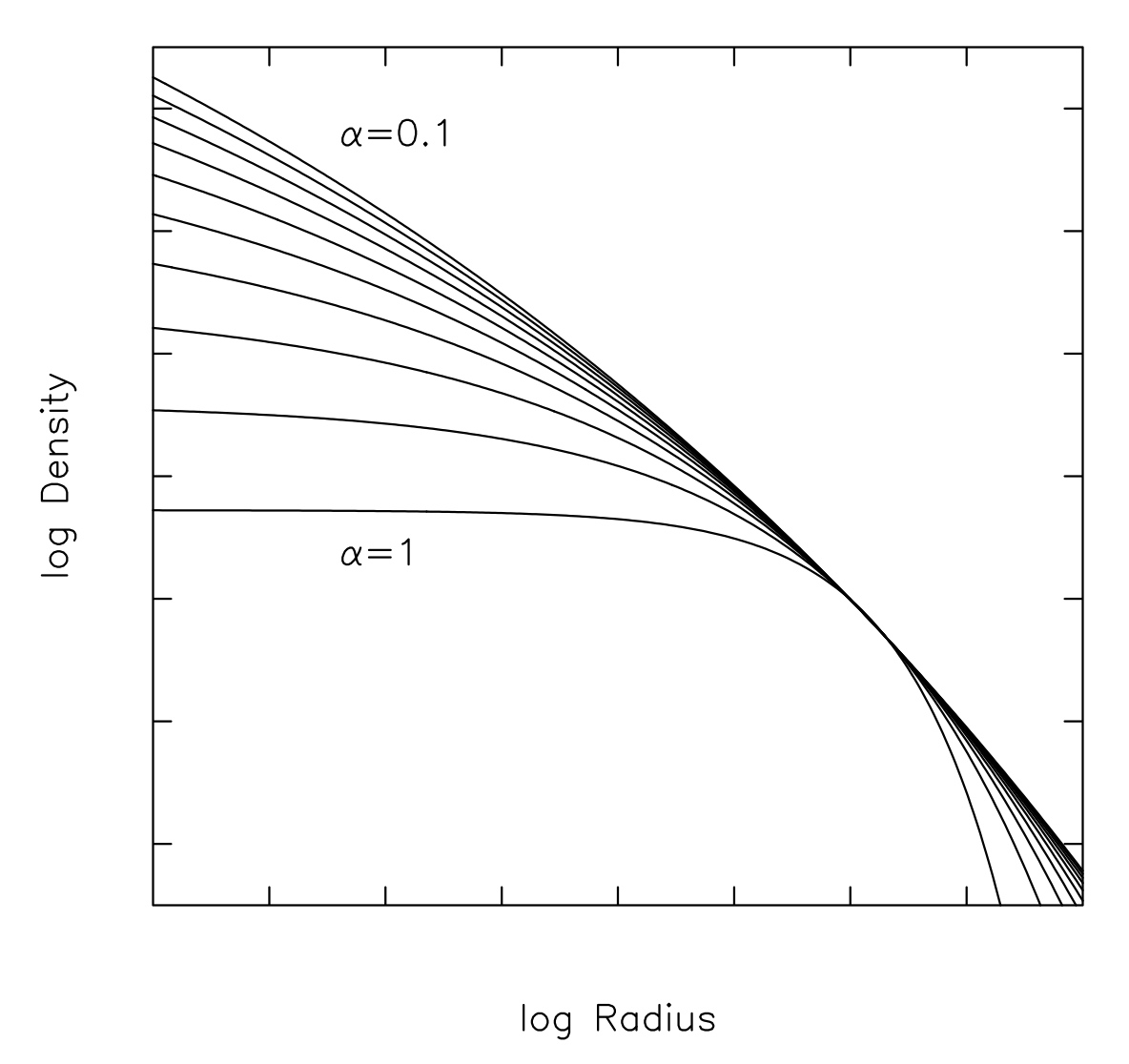
I vari profili della funzione del modello di Einasto disegnati per diversi indici,.

Il profilo di Einasto possiede la forma di una legge di potenza logaritmica:
{\displaystyle \gamma (r)\equiv -{\frac {\operatorname {d} \ln \rho (r)}{\operatorname {d} \ln r}}\propto r^{\alpha }}
che può essere anche scritta come:
{\displaystyle \rho (r)\propto \exp {(-Ar^{\alpha })}.}
Il parametro {\displaystyle \alpha }, chiamato "indice di Einasto",  controlla il grado di curvatura della funzione. Ciò può essere meglio visualizzato osservando il grafico log-log, cioè un grafico in cui entrambe le variabili sugli assi sono misurate in logaritmi:
{\displaystyle d\ (\log \rho )/d\ (\log r)\propto -r^{\alpha }.}
Come si vede, più grande è {\displaystyle \alpha }, più rapidamente la pendenza della curva varia con il raggio. La legge di Einasto può essere descritta come una generalizzazione di una legge di una legge di potenza, {\displaystyle \rho \propto r^{-N}}, avente una pendenza costante su un grafico log-log.
Il modello di Einasto ha la stessa forma matematica del profilo di Sérsic, una funzione che descrive il variare della radianza di una galassia in funzione della distanza dal suo centro, tranne che per il fatto che {\displaystyle \rho } è sostituita da {\displaystyle I}, la radianza, e {\displaystyle r} è sostituita da {\displaystyle R}, la distanza proiettata dal centro.

## Applicazioni

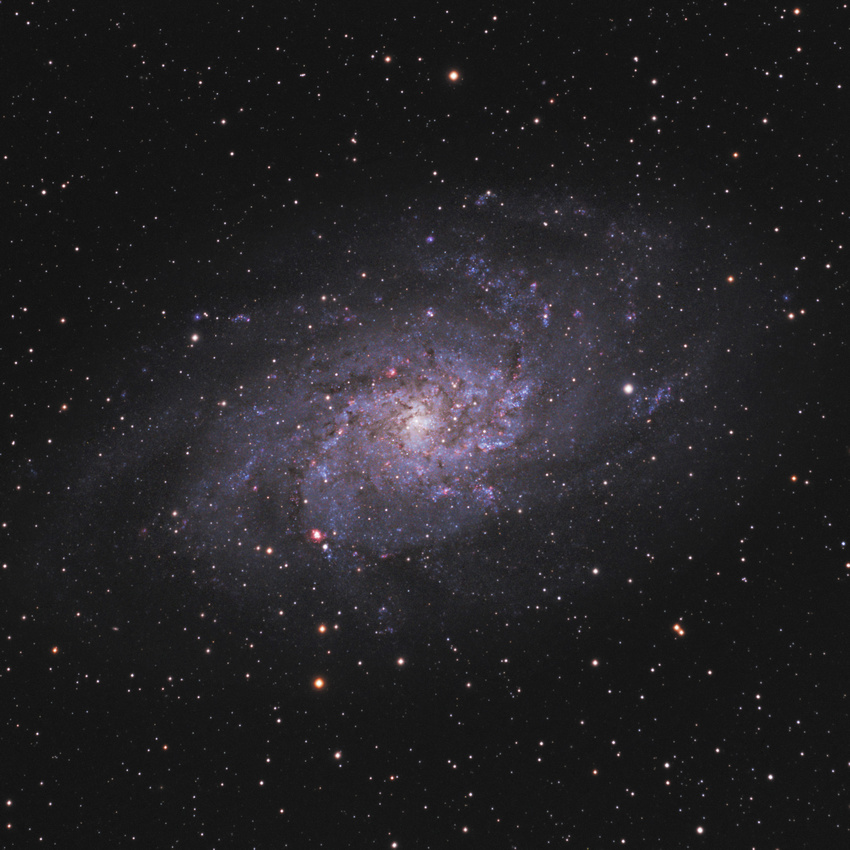
Dischi di galassie a spirale, come la Galassia del Triangolo, hanno un basso indice di Einasto e un basso grado di concentrazione centrale.

Il modello di Einasto è utilizzato per descrivere diversi tipi di sistemi stellari, incluse le galassie, e gli aloni oscuri.
In particolare il profilo di Einasto si è rivelato uno dei migliori proprio nella descrizione degli aloni; nelle simulazioni a N-corpi ad alta definizione del modello Lambda-CDM, ossia simulazioni di sistemi dinamici di particelle (non in equilibrio) sotto l’influenza di forze fisiche utilizzate per descrivere la crescita gravitazionale delle strutture galattiche ed extra-galattiche in un Universo in espansione, partendo da date condizioni iniziali, infatti, è risultato come i modelli a tre parametri non singolari, soprattutto quello di Einasto, funzionino meglio nel descrivere la distribuzione spaziale di materia oscura negli aloni rispetto a modelli a due parametri singolari come quello di Navarro-Frenk-White (profilo NFW). Una delle differenze maggiori è data dal fatto che mentre a brevi raggi, cioè a brevi distanze dal centro, il valore della densità descritto dal profilo NFW tende all'infinito e risulta quindi del tutto indefinibile, nel profilo di Einasto si ha invece una cuspide finita, il che suggerisce che il parametro {\displaystyle \alpha } presente nel modello di Einasto sia in effetti una caratteristica reale degli aloni oscuri.